# دوغ ليفينغستون (رياضي)
دوغ ليفينغستون (بالإنجليزية: Doug Livingstone)‏ مواليد 25 فبراير 1898 في الإسكندرية، اسكتلندا - الوفاة 15 يناير 1981 في باكينغهامشير، إنجلترا، كان لاعب ومدرب كرة قدم اسكتلندي كان يلعب في مركز الدفاع. سبق له أن شارك في كأس العالم لكرة القدم كمدرب مع منتخب بلجيكا وذلك في كأس العالم وفي مونديال عام 1954م.

## التدريب والإدارة
خلال مسيرته الإدارية تولى تدريب منتخب جمهورية أيرلندا من عام 1951 إلى 1953 ومنتخب بلجيكا، وتمكن من النجاح في تصفيات كأس العالم لكرة القدم وخصوصا في المباراة المثيرة مع منتخب إنجلترا والتي انتهت بالتعادل الإيجابي 4-4 في دور المجموعات.
بعد نجاحه مع بلجيكا انتقل إلى إدارة نيوكاسل يونايتد في عام 1954.
غادر نيوكاسل في عام 1956 وانتقل إلى إدارة نادي فولهام بين عامي 1956 و1958 ثم تشيسترفيلد حتى عام 1962.

### منتخبات دربها
- منتخب جمهورية أيرلندا
- منتخب بلجيكا

### أندية دربها
- نيوكاسل يونايتد
- نادي فولهام
- نادي تشيسترفيلد

## المسيرة الاحترافية
لعب في مركز الدفاع مع العديد من الأندية منها نادي سلتيك ونادي دمبارتون ونادي إيفرتون، ونادي بليموث أرجايل ونادي أبردين ونادي ترانمير روفرز خلال مسيرته الكروية قبل أن ينتقل إلى الإدارة والتدريب.

### أندية لعب لها
- نادي سلتيك
- نادي دمبرتون
- نادي إيفرتون
- نادي بليموث أرجايل
- نادي أبردين
- نادي ترانمير روفرز

## وصلات خارجية
- Plymouth Argyle profile